# Dioctria mixta
Dioctria mixta là một loài ruồi trong họ Asilidae. Dioctria mixta được Becker miêu tả năm 1923. Loài này phân bố ở vùng Cổ Bắc giới.